# Michael Krüger (homme politique)
Michael Krüger, né le 26 décembre 1955 à Linz, est un avocat et homme d'État autrichien.
Il est ministre fédéral de la Justice entre février et mars 2000.

## Biographie

### Avocat
Il étudie le droit à l'université de Linz, puis à l'université de Vienne. Il passe en 1980 son doctorat en droit. Il est juriste stagiaire pendant un an à la cour régionale de Linz, puis avocat stagiaire les quatre années qui suivent. En 1985, il s'installe comme avocat à Linz.

### Débuts et ascension en politique
Il adhère en 1993 au Parti de la liberté d'Autriche (FPÖ), sur proposition du président fédéral du parti Jörg Haider. Il est élu l'année d'après député fédéral au Conseil national. Il est ensuite choisi comme porte-parole du FPÖ pour la culture et les médias.

### Ministre fédéral de la Justice
À la suite des élections législatives du 3 octobre 1999, le FPÖ forme une « coalition noire-bleue » avec le Parti populaire autrichien (FPÖ). Le 4 février 2000, Michael Krüger est nommé à 45 ans ministre fédéral de la Justice. Il annonce sa démission dès le 29 février, invoquant des raisons de santé, et Dieter Böhmdorfer le remplace deux jours plus tard. Il continue de siéger au Conseil national jusqu'à la fin de la législature, le 19 décembre 2002.

### Retour au métier d'avocat
Ayant retrouvé son métier d'avocat, il intervient principalement dans le droit des médias. Il conseille par exemple Styria Media Group ou Radio Arabella. Il démissionne du FPÖ en 2005. Depuis 2012, il est l'avocat et le conseiller juridique du parti Team Stronach de l'homme d'affaires Frank Stronach.